# بول إدوين زيمر
بول إدوين زيمر (بالإنجليزية: Paul Edwin Zimmer)‏ (16 أكتوبر 1943، ألباني في الولايات المتحدة - 18 أكتوبر 1997، سكنيكتادي في الولايات المتحدة)؛ كاتب وروائي أمريكي.

## روابط خارجية
- بول إدوين زيمر على موقع ميوزك برينز (الإنجليزية)
- بول إدوين زيمر على موقع ديسكوغز (الإنجليزية)